# Canadien européen
Les Euro-Canadiens sont les Canadiens d'ascendance européenne. Les Anglo-Canadiens (21 %), Franco-Canadiens (18 %) et Scotto-Canadiens (15 %) sont les trois plus grands groupes ethniques d'origine européenne recensés dans le Recensement Canada de 2001.
Le nombre d'immigrés de pays européens autres que le Royaume-Uni ou la France a considérablement augmenté durant le XXe siècle, de 9 % en 1901 à 20 % en 1941, dont la majorité venait d'Europe du Nord et de l'Ouest, puis de l'Est et du Sud. La Loi de l'immigration canadienne de 1952 a établi les droits d'admission au Canada. Les Canadiens européens représentant approximativement 80 % de la population canadienne.
Statistiques Canada produit les statistiques de la population au Canada, incluant les identifications ethniques. Ces origines canadiennes sont divisées en de nombreux groupes incluant : Îles britanniques, Français, Europe de l'Ouest, du Nord, de l'Est, du Sud et bon nombre d'autres groupes